# Municipio 12 Concord
El municipio 12 Concord (en inglés: Township 12, Concord) es un municipio ubicado en el  condado de Cabarrus en el estado estadounidense de Carolina del Norte. En el año 2010 tenía una población de 18.122 habitantes.

## Geografía
El municipio 12 Concord se encuentra ubicado en las coordenadas 35°25′2.3″N 80°34′54.14″O / 35.417306, -80.5817056.